# 故障音乐
故障音乐（英語：Glitch）是一种在1990年代成型的电子音乐风格。 它随 “错误美学”而诞生，以蓄意使用故障的音频媒介或其他声音加工物为主要的创作手法。
故障音乐的素材通常来自出错或粗制滥造的数码音频设备，例如发生跳进播放的CD机、电机的轰鸣、数字或模拟的失真、错乱的电路、低保真的音频、软件的程式的故障、黑胶唱片的噪声以及其他系统错误。 2000年，作曲家兼乐评人的金·卡斯康（Kim Cascone）在《电脑音乐杂志》（Computer Music Journal）上将故障音乐定义为电子音乐的子流派并使用“后数字”（post-digital）一词来形容故障音乐的美学。

## 历史背景
故障音乐的美学起源可以追溯到20世纪早期的噪音音乐。1913年，路易吉·鲁索洛提出了未来主义宣言《噪音的艺术》（L'arte dei rumori ），同时也是噪音音乐的根基。这位艺术家搭建了一组名为“intonarumori”的噪音发生器，并创作了《城市的苏醒》（Risveglio di una città）和《汽车与飞机的相遇》（Convegno di automobili e aeroplani）等专门用于这组乐器演奏的曲目。1914年，他在意大利米兰的演出引发了一场骚乱。
在此之后，作曲家和音乐家开始运用故障的手法进行创作，例如The Moody Blues乐队的迈克尔·平德（Michael Pinder）在1968年创作的The Best Way to Travel，以及克里斯蒂安·马克莱（Christian Marclay）在1979年用切割黑胶唱片创作的声音拼贴作品。1985年，刀根康尚（Yasunao Tone）使用损坏的CD表演了Techno Eden。1992年尼古拉斯·柯林斯（Nicolas Collins）发布了个人专辑It Was a Dark and Stormy Night，其中包含了弦乐四重奏与CD故障跳进播放的声音。 
在1990年代的德国和日本，故障音乐的足迹愈加明晰，例如德国电子乐厂牌千高原（Mille Plateaux），以及日本艺术家池田亮司（Ryoji Ikeda）的音乐作品。古代祐三（Yuzo Koshiro）和川岛基宏（Motohiro Kawashima）在为1994年的电子游戏《怒之铁拳3》创作的电子音乐原声带中，使用了自动生成的随机音序来生成“意外和古怪”的实验性声响，带有明显的故障音乐特征。Oval在1993年创作的Wohnton在故障音乐中增添了氛围音乐的审美趣味。
在音乐领域“glitch”一词的出现最早可以追溯到英国实验音乐团体Coil（当时名为ElpH）发行了作品Worship the Glitch（1995年）。另一典型案例是电子二人组在Autechre在1994年发行的专辑Amber，其中包含了名为Glitch的曲目。

## 制作技术
在1990年代前, 实验音乐领域的实践者往往采用手动操作的技术制造带有失真感的故障音乐。最具代表性的形式是刀根康尚的“受伤”的CD：许多透明的胶带小碎片粘在光盘的内容面以干扰音频信息的读取。 手动操作的另外一个实例来自尼古拉斯·柯林斯，他对电吉他的电路进行改装使之成为音频信号的谐振器；他也改装了CD播放器，以便在现场表演中修改其播放的音频。
如今，故障音乐往往在电脑上经由现代数字音频软件将预先录制好的音乐“碎片”（采样）以各种方式接合而成。这些碎片直接接合之后便容易呈现出故障音乐的特征：由咔嗒声、刮擦声等有“错误”之感的声音组成节拍，或只是纯粹的噪音。这些片段在时间上通常是短暂的，因而常被用于替代传统的打击乐部分。因故障而跳进播放的CD、被揉搓的黑胶唱片、被扰乱的电路、以及失真而造成的噪音都在故障音乐风格形成中起到非常显著的作用。同时正是由于诸如此类的数字故障的运用，故障音乐得以被命名。
在低功率的电子设备上蓄意地进行电路扰动从而创造出新的设备，也是运用硬件创作故障音乐的重要途径之一。
然而并不是所有此流派下的艺术家都运用蓄意的“错误”手法来创作。有些艺术家也通过巧妙地使用数字合成器与鼓机音序器来制作具有故障音乐特点的作品。
广为使用的故障音乐创作软件有：含音轨功能的Jeskola Buzz与Renoise，以及含模块的Reaktor、Ableton Live、Reason、AudioMulch、Bidule、SuperCollider、FLStudio、Max/MSP、Pure Data和ChucK。

## 延伸阅读
- Andrews, Ian, Post-digital Aesthetics and the return to Modernism （页面存档备份，存于）, MAP-uts lecture, 2000, available at author's website （页面存档备份，存于）.
- Bijsterveld, Karin and Trevor J. Pinch. 'Should One Applaud?': "Breaches and Boundaries in the Reception of New Technology in Music."  Technology and Culture. Ed. 44.3, pp. 536–559. 2003.
- Byrne, David.  "What is Blip Hop?" Luakabop, 2002. Available here. （页面存档备份，存于）
- Collins, Adam, "Sounds of the system: the emancipation of noise in the music of Carsten Nicolai", Organised Sound, 13(1): 31–39. 2008. Cambridge University Press.
- Collins, Nicolas. Editor. "Composers inside Electronics: Music after David Tudor."  Leonardo Music Journal.  Vol. 14, pp. 1–3.  2004.
- Krapp, Peter, Noise Channels: Glitch and Error in Digital Culture （页面存档备份，存于）. Minneapolis: University of Minnesota Press 2011.
- Prior, Nick, "Putting a Glitch in the Field: Bourdieu, Actor Network Theory and Contemporary Music", Cultural Sociology, 2: 3, 2008: pp. 301–319.
- Thomson, Phil, "Atoms and errors: towards a history and aesthetics of microsound", Organised Sound, 9(2): 207–218. 2004. Cambridge University Press.
- Sangild, Torben: "Glitch—The Beauty of Malfunction" in Bad Music. Routledge (2004, ISBN 0-415-94365-5)  （页面存档备份，存于）
- Young, Rob: "Worship the Glitch", The Wire 190/191 (2000)
- Noah Zimmerman, "Dusted Reviews, 2002"